# プラノワーズ

プラノワーズの位置

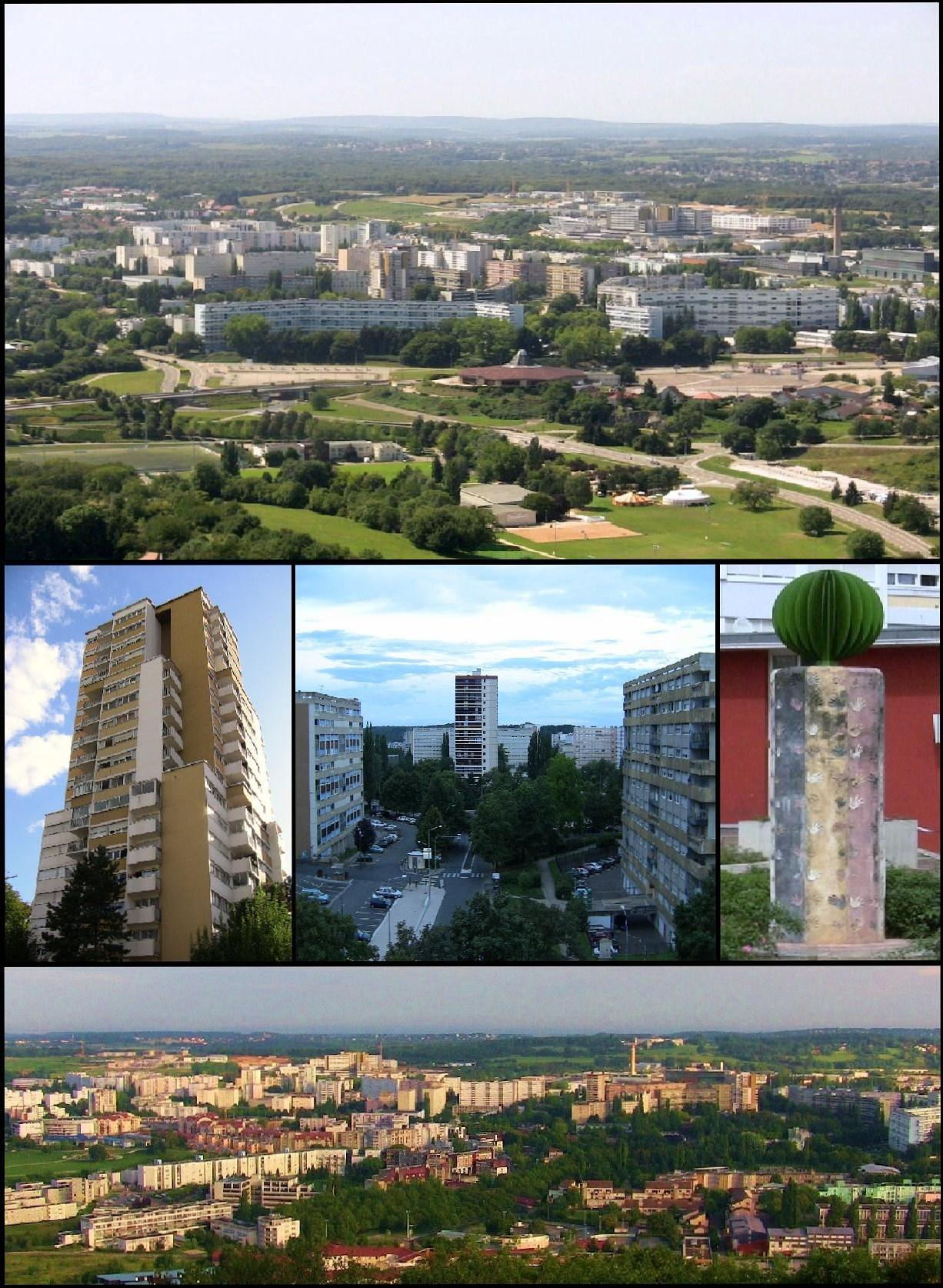
プラノワーズ

プラノワーズ (Planoise) は、フランスのブザンソン市の西にある市の郊外地区である。人口は21000人で市の人口の17％を占め、ブザンソン市で最も人口の多い地区となっている。この地区は1960年代に開発された。この地区は学生街となっている一方で、1985年には若者の40％が失業者となるなど市内でも貧困地区となっており、2005年パリ郊外暴動事件や2009年にも暴動がおきている。